# Ferrières (Manche)
Pour les articles homonymes, voir Ferrières.
Ferrières est une ancienne commune française du département de la Manche et la région Normandie, devenue le 1er janvier 2016 une commune déléguée au sein de la commune nouvelle du Teilleul.
Elle est peuplée de 47 habitants.

## Géographie
Couvrant 351 hectares, le territoire de Ferrières est le moins étendu du canton du Teilleul.
| Saint-Symphorien-des-Monts       | Saint-Symphorien-des-Monts, Notre-Dame-du-Touchet | Notre-Dame-du-Touchet, Le Teilleul |
| Saint-Symphorien-des-Monts Buais | Ferrières                                         | Buais                              |
|                                  | Buais                                             | Buais                              |

## Toponymie
Le nom de la localité est attesté sous les formes ecclesia de Ferreriis en 1412, ecclesia de Ferrariis vers 1480, La Ferriere entre 1612 et 1636, Ferieres en 1677, Ferriers en 1694, Ferriere en 1711, Ferrières entre 1801 et 1804, Ferrières Gallet en 1828, Ferrières en 1829.
« Installation pour extraire, fondre et forger le fer ». Ce toponyme repose sur le latin ferru « fer », suivi du suffixe -aria -ière évoquant ici la présence. D'où : « les lieux où il y a du fer ».
En 1828, Louis Du Bois emploie la variante Ferrières-Gallet, afin de distinguer ce nom de ses homonymes normands. Ce déterminant fait référence au hameau proche du Galet, situé sur le territoire de la commune de Buais, noté Gallet en 1753/1785 sur la carte de Cassini. Il représente la fixation toponymique d'un nom de famille Gal(l)et. L'appellation alternative de Ferrières-Gallet ne s'est pas imposée.
Le gentilé est Ferriérais.

## Histoire
Dans la première moitié du XVe siècle la paroisse a pour dame, Marguerite d'Harcourt.
Selon la toponymie, des mines de fer ont probablement été exploitées jusqu'au haut Moyen Âge. Une carrière de schiste est toujours en activité à la Galoberie.
Une école existait déjà à Ferrières en 1766. Les registres paroissiaux mentionnent en effet le 11 février 1766 l'inhumation de Renée Tencé, maîtresse d'école, âgée d'environ 65 ans décédée la veille.
Au cours de la Révolution, Pierre Lebohineux (1720-1800), né à Ferrières, ecclésiastique, curé du Luot en 1770, réfractaire, s'exile en 1792 à Jersey, et meurt en 1800 à Reading en Angleterre.
À la mi-décembre 1795, plusieurs centaines de chouans, avec à leur tête Frotté, stationnèrent à Ferrières avant d'attaquer le Teilleul. Quelques mois plutôt le général Duhesme indiquait que ferrières faisait partie « des communes du district d'Hilaire passant pour être des patriotes ».

## Politique et administration

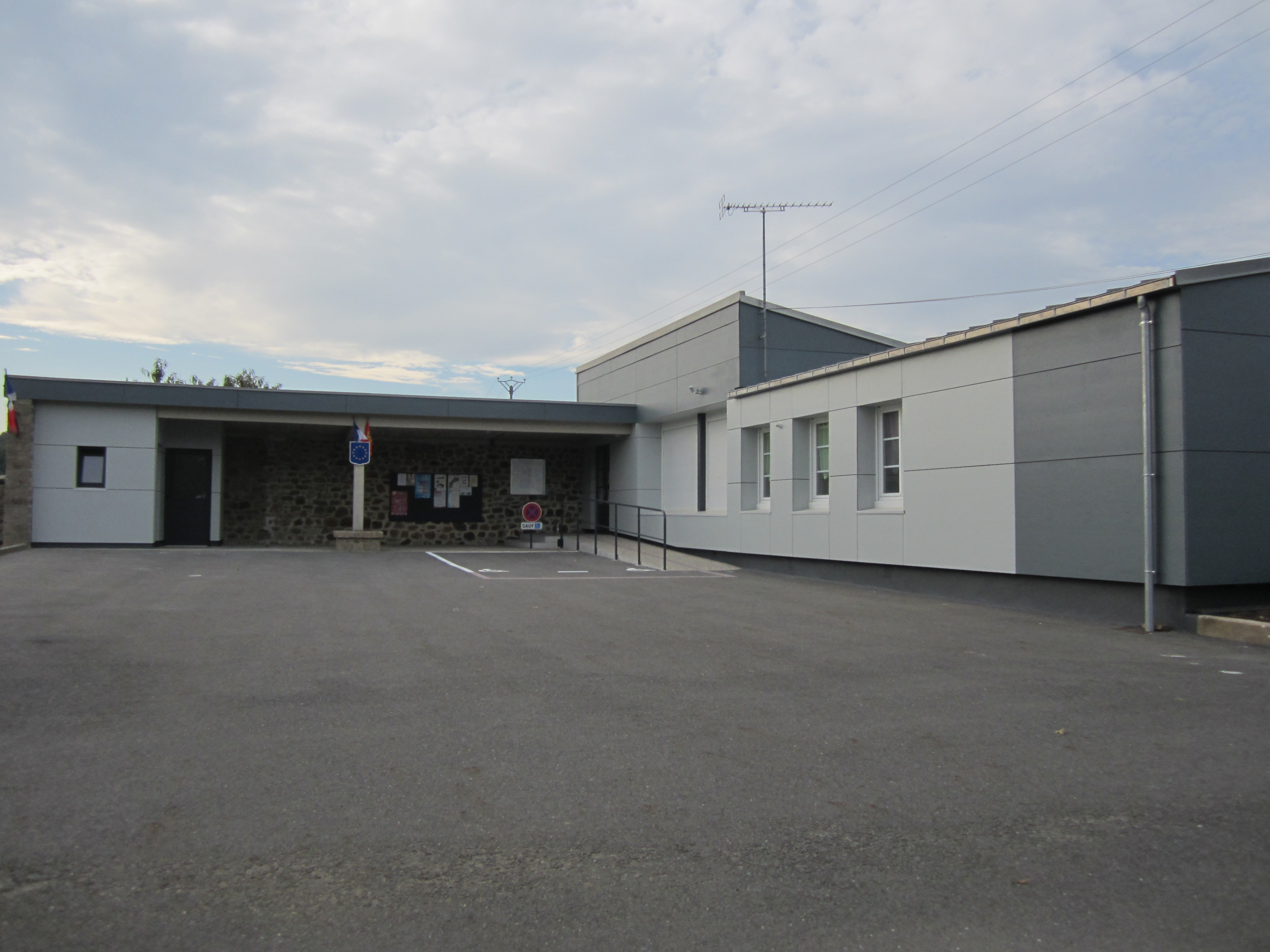
Mairie.

| Période                                  | Période       | Identité                                | Étiquette | Qualité                                                                                  |
| ---------------------------------------- | ------------- | --------------------------------------- | --------- | ---------------------------------------------------------------------------------------- |
| Les données manquantes sont à compléter. |               |                                         |           |                                                                                          |
| 1800                                     | 1830          | Étienne Almin de Valconseil (1753-1845) |           | Officier-chevalier de l'ordre de Saint-Louis Conseiller général de la Manche (1816-1817) |
|                                          |               |                                         |           |                                                                                          |
| juin 1995                                | avril 2014    | Yves Fermin                             | SE        | Agriculteur                                                                              |
| avril 2014                               | décembre 2015 | Serge Heurtier-Guéguen                  | SE        | Retraité                                                                                 |

| Période      | Période  | Identité               | Étiquette | Qualité  |
| ------------ | -------- | ---------------------- | --------- | -------- |
| janvier 2016 | En cours | Serge Heurtier-Guéguen | SE        | Retraité |

## Démographie
L'évolution du nombre d'habitants est connue à travers les recensements de la population effectués dans la commune depuis 1793. À partir du 1er janvier 2009, les populations légales des communes sont publiées annuellement dans le cadre d'un recensement qui repose désormais sur une collecte d'information annuelle, concernant successivement tous les territoires communaux au cours d'une période de cinq ans. 
Pour les communes de moins de 10 000 habitants, une enquête de recensement portant sur toute la population est réalisée tous les cinq ans, les populations légales des années intermédiaires étant quant à elles estimées par interpolation ou extrapolation. Pour la commune, le premier recensement exhaustif entrant dans le cadre du nouveau dispositif a été réalisé en 2008,.
En 2021, la commune comptait 47 habitants, en évolution de −11,32 % par rapport à 2015 (Manche : +0,44 %, France hors Mayotte : +2,49 %).
| 1793 | 1800 | 1806 | 1821 | 1831 | 1836 | 1841 | 1846 | 1851 |
| ---- | ---- | ---- | ---- | ---- | ---- | ---- | ---- | ---- |
| 230  | 260  | 269  | 258  | 270  | 236  | 233  | 208  | 236  |

| 1856 | 1861 | 1866 | 1872 | 1876 | 1881 | 1886 | 1891 | 1896 |
| ---- | ---- | ---- | ---- | ---- | ---- | ---- | ---- | ---- |
| 220  | 200  | 189  | 190  | 171  | 187  | 173  | 164  | 153  |

| 1901 | 1906 | 1911 | 1921 | 1926 | 1931 | 1936 | 1946 | 1954 |
| ---- | ---- | ---- | ---- | ---- | ---- | ---- | ---- | ---- |
| 167  | 163  | 141  | 144  | 139  | 138  | 135  | 127  | 147  |

| 1962 | 1968 | 1975 | 1982 | 1990 | 1999 | 2008 | 2013 | 2019 |
| ---- | ---- | ---- | ---- | ---- | ---- | ---- | ---- | ---- |
| 130  | 121  | 90   | 73   | 64   | 66   | 60   | 51   | 50   |

## Lieux et monuments
- Église Saint-Siméon le Stylite du XVIIe siècle avec des traces du XVe. Un linteau du transept sud date l'église de 1634. Elle abrite un maître-autel du XVIIIe, un Chemin de croix du XIXe, des fonts baptismaux du XIXe, une Vierge à l'Enfant du XVe, les statues de saint Gilles (XVIIIe), saint Marc et saint Siméon (XIXe), des tableaux : Sacré Cœur, Vierge, ange adorateur, Vierge de l'Apocalypse (XIXe)[16].
- Croix du cimetière (XVIIe siècle).